# Charles-Ingvar Jönsson
Charles-Ingvar "Sickan" Jönsson är en svensk fiktiv brottsling bosatt och verksam i Stockholm. Han är ledare för det kriminella förbrytargänget Jönssonligan och därvid den som tänker ut kupperna och presenterar planerna för ligans övriga medlemmar. Hans specialitet är att knäcka kassaskåp av typen Franz Jäger. Han kännetecknas av att han oftast bär glasögon och basker samt röker cigarrer. Han kallas ofta "Sickan", vilket han inte är så förtjust i.

## Skapelse
Figuren är baserad på Egon Olsen-karaktären från Olsen-banden. Han spelades ursprungligen av Gösta Ekman, men har efter dennes sista film 1989 gestaltats av Kalle Eriksson, Hans Wahlgren, Conrad Cronheim, Mikael Lidgard, Simon J. Berger och Henrik Dorsin. Gösta Ekman gav namnet Sickan till sin rollfigur som en hyllning till skådespelerskan Sickan Carlsson.

## Biografi
Hans mormor Jönsson lärde honom att bli kriminell. Han växte upp med sin bror Sven-Ingvar och sin syster Sickan. Då Charles-Ingvar började årskurs fem, flyttade familjen till staden Wall-Entuna, där han lärde känna Ragnar Vanheden och Harry Krut. I vuxen ålder flyttade han till Stockholm och hamnade flera gånger i fängelse. Han har, liksom sin farbror Ralf, varit en av Stockholms skickligaste biltjuvar. Han lider av en okänd psykisk störning och hamnar ibland på en treårings nivå. Han blev under sin sista fängelsedom förflyttad till mentalsjukhus, där han fick Dr. Max Adrian Busé till psykiater. Busé hjälpte därefter Jönssonligan att genomföra kupper utifrån Charles-Ingvars planer. Han varit ihop med låsspecialisten Rocky. Hans största fiende är i regel direktör Wall-Enberg.

## Scen-/filmografi
- Varning för Jönssonligan (1981)
- Jönssonligan & Dynamit-Harry (1982)
- Jönssonligan får guldfeber (1984)
- Jönssonligan dyker upp igen (1986)
- Jönssonligan på Mallorca (1989)
- Lilla Jönssonligan och cornflakeskuppen (1996)
- Lilla Jönssonligan på styva linan (1997)
- Lilla Jönssonligan på kollo (2004)
- Lilla Jönssonligan & stjärnkuppen (2006)
- Jönssonligan – Den perfekta stöten (2015)
- Se upp för Jönssonligan (2020)
- Jönssonligan kommer tillbaka (2024)

## Datorspel
- Jönssonligan: Jakten på Mjölner  (1999)
- Jönssonligan går på djupet  (2000)